# Руднемаримоновська сільська рада
Руднемаримоновська сільрада (біл. Руднямарымонаўскі сельсавет) — адміністративна одиниця на території Гомельського району Гомельської області Білорусі.

## Історія
Руднемаримоновська сільська рада робітничих, селянських і красноармійських депутатів була утворена у 1926 році.

## Склад
Руднемаримоновська сільська рада охоплює 5 населених пунктів:
- Городок — селище;
- Добруш — селище;
- Папанін — селище;
- Рудня Жигальська — село;
- Рудня Маримонова — село, центр сільради.